# Carlos Alberto Bianchezi
Carlos Alberto Bianchezi (São Joaquim da Barra, São Paulo; 25 de agosto de 1964), más conocido como Careca III, es un exfutbolista brasileño que jugaba en la posición de delantero. Actualmente se desempeña como comentarista deportivo en TV Azteca Noreste, columnista del Grupo Reforma y locutor en el programa de radio Troncos y Cracks de ABC Noticias. Fue campeón de la Copa México 1991-92 y campeón de la Recopa de la Concacaf 1993.

## Trayectoria
Careca III nació el 25 de agosto de 1964 en São Joaquim da Barra, São Paulo, Brasil. Inició su carrera profesional en 1985 en el Marilia, donde permaneció hasta 1987. Posteriormente, se incorporó al Guarani Futebol Clube en 1988, y luego fue transferido al Palmeiras. Tras su paso por el Palmeiras, fue adquirido por el Atalanta en 1991 como sustituto de su compatriota Evair, aunque no logró un impacto significativo en la Serie A de Italia a pesar de anotar ocho goles. Luego, fue traspasado al Monterrey de la Primera División de México, donde conquistó dos títulos (Copa México 1991-92 y Recopa de la Concacaf 1993). En 1995, fue cedido a Tiburones Rojos de Veracruz y al año siguiente regresó a Monterrey para finalmente retirarse en 1997.

## Selección nacional
Ha sido internacional con la selección de fútbol de Brasil en 11 ocasiones, distribuidas en 7 partidos de carácter amistoso y 4 oficiales, anotando un total de 1 gol. Formó parte del equipo que participó en la Copa América 1991, donde disputó la final ante Argentina, obteniendo el subcampeonato.

#### Participaciones en Copa América
| Torneo            | Sede  | Resultado  | Partidos | Goles |
| ----------------- | ----- | ---------- | -------- | ----- |
| Copa América 1991 | Chile | 2.º puesto | 4        | 0     |

## Clubes
| Club                                   | País   | Año       |
| -------------------------------------- | ------ | --------- |
| Marilia                                | Brasil | 1985-1987 |
| Guarani                                | Brasil | 1988      |
| Palmeiras                              | Brasil | 1988-1991 |
| Atalanta                               | Italia | 1991-1992 |
| Monterrey                              | México | 1992-1997 |
| Tiburones Rojos de Veracruz (préstamo) | México | 1995      |

## Palmarés

### Títulos nacionales
| Título      | Club      | País   | Año     |
| ----------- | --------- | ------ | ------- |
| Copa México | Monterrey | México | 1991-92 |

### Títulos internacionales
| Título                | Club      | País   | Año  |
| --------------------- | --------- | ------ | ---- |
| Recopa de la Concacaf | Monterrey | México | 1993 |

- Datos: Q2296902